# Боткин, Михаил Петрович
Михаи́л Петро́вич Бо́ткин (26 июля [7 августа] 1839, Москва — 22 января [4 февраля] 1914, Санкт-Петербург) — русский живописец и график из семьи Боткиных, сторонник академизма, авторитетная фигура в художественной жизни Петербурга пореформенной эпохи, историк и коллекционер. Академик (c 1863), действительный член (с 1893; по новому уставу) и почётный член (с 1912; по новому уставу) Императорской Академии художеств, тайный советник (1905).

## Биография
Михаил Петрович Боткин происходил из московской купеческой семьи Боткиных, занимавшейся торговлей чаем: родился он 26 июля (7 августа) 1839 года во втором браке Петра Кононовича Боткина (1781—1853) — c Анной Ивановной Посниковой (1806—1841).
Брат литератора и критика Василия Петровича, коллекционера Дмитрия Петровича и знаменитого врача Сергея Петровича Боткина. Сестра Михаила Петровича — Мария Петровна была замужем за поэтом А. А. Фетом. Другая сестра, Екатерина Петровна — жена Ивана Васильевича Щукина (1817—1890), мать коллекционеров Сергея, Ивана и Петра Щукиных.
С двух лет остался без матери, с четырнадцати — без отца. О его воспитании и образовании заботился старший брат — Василий Петрович. Сначала получил начальное домашнее образование, затем учился в гимназии. В 1856 году поступил в Императорскую Академию художеств; состоял учеником профессора исторической живописи Фёдора Завьялова, после скоропостижной смерти последнего в том же году — в классе ректора живописи и скульптуры Фёдора Бруни. Жил в это время в доме Кранихфельда на 3-й линии Васильевского острова, в доме № 13 (ныне — 8).
В 1858 году отправился за границу и жил в течение нескольких лет в Германии, Франции и, главным образом, в Италии. Познакомился с А. А. Ива́новым и стал его душеприказчиком (позднее, в 1880 году в Санкт-Петербурге М. П. Боткин издал книгу «Александр Андреевич Иванов. Его жизнь и переписка». 1806—1858).
Возвратившись на родину в 1863 году, М. П. Боткин выставил в Академии две картины: «Вакханка с тамбурином» и «Плач иудеев на реках Вавилонских», за которые советом Академии ему присвоено звание академика исторической живописи. Был пожалован орденом Св. Станислава 3-й степени.
В 1870 году награждён орденом Св. Анны 3-й степени; в 1878 году — орденом Прусской короны 3-й степени (за услуги, оказанные Германскому археологическому институту в Риме, членом которого он являлся с 1869 года).
М. П. Боткин занимал видное положение в Академии художеств: был членом совета Императорской Академии художеств (с 1879) и Императорской Археологической комиссии (1888), членом Общества поощрения художеств. В 1882 году стал членом особой временной комиссии при министерстве Двора по реставрации придворного Благовещенского собора Московского Кремля в Москве.
Был распорядителем художественными отделами на Всероссийской художественно-промышленной выставке 1882 года в Москве и награждён орденом Св. Владимира 4-й степени.
В 1885 году пожалован орденом Св. Анны 2-й степени.
Принял деятельное участие в устройстве русского отдела на Международной промышленной выставке в Копенгагене 1888 года и датским королём был пожалован Командорским крестом 2-го класса ордена Данеборга; в 1889 году получил орден Св. Владимира 3-й степени.
В 1894 году М. П. Боткин стал членом Кустарного комитета Главного управления землеустройства и земледелия Министерства земледелия и государственных имуществ.
С 1896 года — директор Музея Императорского Общества поощрения художеств; работал как эксперт по реставрации фресок в новгородском Софийском соборе и во псковском Мирожском монастыре (1896—1897).
В 1898 году пожалован орденом Св. Станислава 1-й степени за труды в звании члена комиссии по переустройству Михайловского дворца для Русского музея. Вместе с Н. П. Лихачевым он написал первый обзор коллекции древнерусского искусства музея.
В 1900 году был награждён орденом Анны 1-й степени за заслуги по реставрации Софийского собора в Новгороде.
Кроме того, М. П. Боткин — член Совета Санкт-Петербургского Международного банка и «Товарищества Ново-Таволжанского свеклосахарного завода Боткиных», директор Русского общества пароходства и торговли, председатель правления Первого Российского страхового общества. Как общественный деятель и один из крупнейших купцов — гласный Санкт-Петербургской городской думы.
В 1908 году пожалован орденом Св. Владимира 2-й степени.
Умер в Санкт-Петербурге 22 января [4 февраля] 1914 года. Похоронен на Новодевичьем кладбище Санкт-Петербурга, рядом со старшим братом Сергеем (Средняя часть, дор. 9, уч. 10).

## Творчество
Автор ряда картин на историческую тему, библейские сюжеты, а также жанровых полотен. Кроме того, М. П. Боткин писал много характерных голов и экспрессивных фигур. Успешно занимался гравированием офортов.
М. П. Боткин считался одним из лучших российских рисовальщиков. Его дочь, Елена Михайловна, в 1925—1926 годах передала 278 картин отца в дар в 27 музеев СССР.

### Избранные картины

#### Исторические сцены
- Жены, смотрящие на Голгофу,

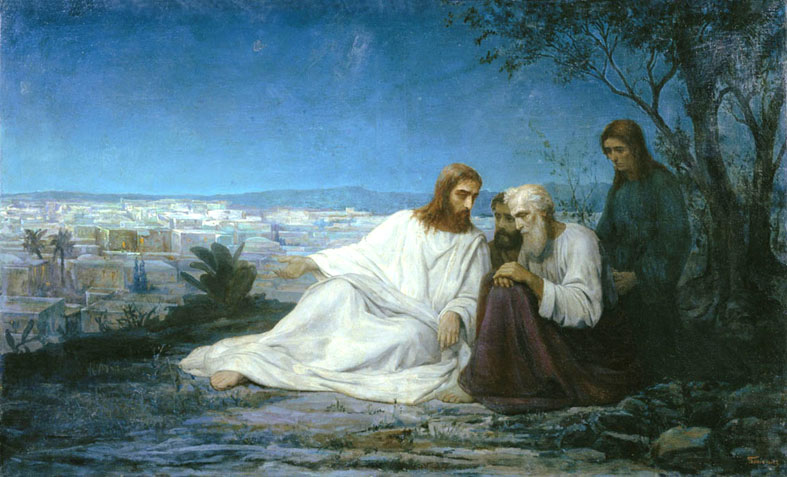
Беседа Христа с учениками на Елеонской горе. 1881

- Скорбящая Богоматерь (Mater Dolorosa),
- Вечер в монастыре св. Франциска в Ассирии,
- Возвращение с Голгофы,
- Беседа Христа на горе Элеонской,
- Богоматерь, идущая с Голгофы,
- Погребение мученика,
- Похороны первых христиан в Риме,

#### Жанровые сцены
- Pepina,
- Отец Алиберти,

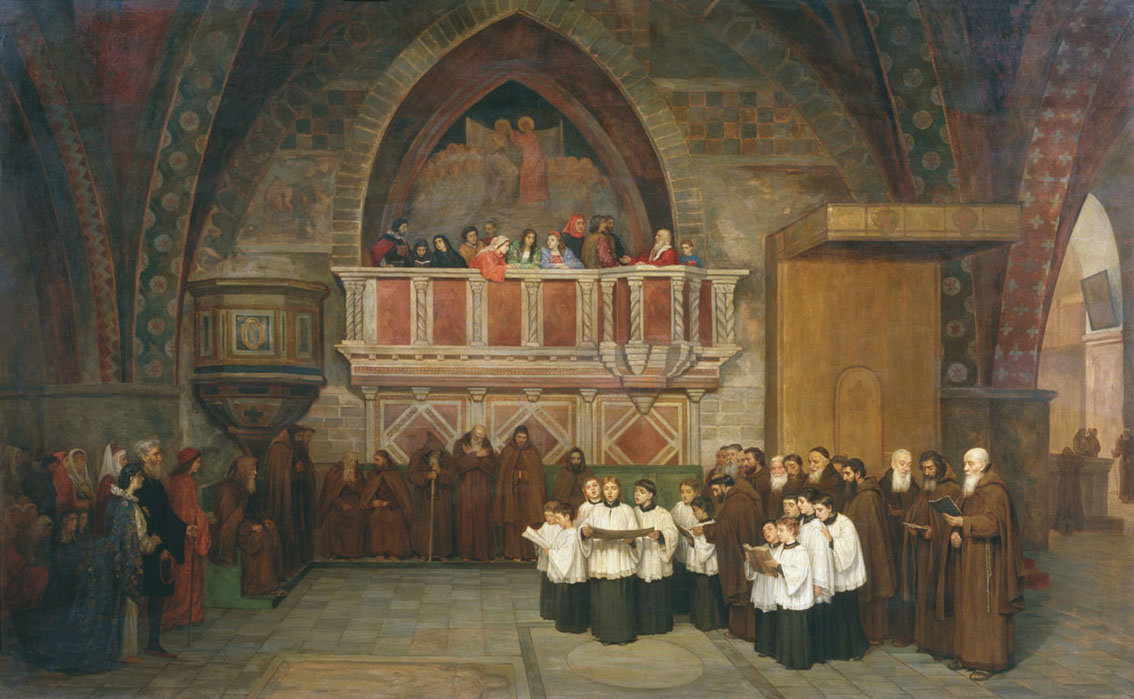
Вечерня в церкви Святого Франциска в Ассизи. 1871

- Поступившая в монастырь (Noviziata),
- Вечерня в церкви Святого Франциска в Ассизи,
- Концерт для выздоравливающей,
- Старообрядческий начётчик,
- Этюд с острова Искии,
- Этюд головки,
- В горе,
- Слепая,
- Старик (этюд с натуры),
- Старообрядец,
- Антикварий,
- Древняя гончарная мастерская,
- Портрет С. П. Постникова,
- Монахини и др.

## Коллекционирование

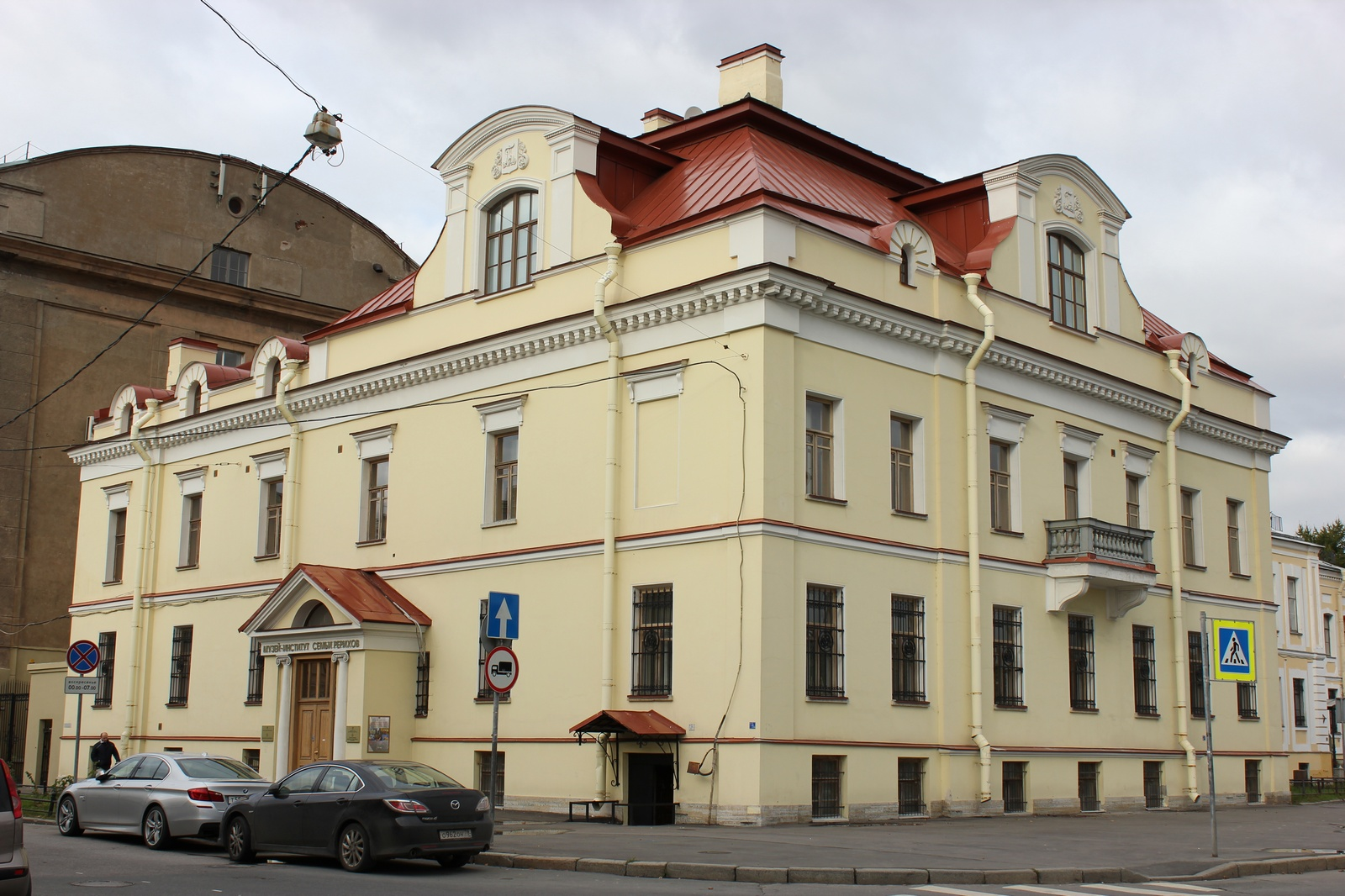
Дом М. П. Боткина

М. П. Боткин был одним из виднейших коллекционеров и меценатов своего времени. Его дом на 18-й линии Васильевского острова (№ 1), купленный в 1882 году, стал подлинным музеем. На стене мансарды, надстроенной архитектором А. К. Бруни по заказу М. П. Боткина, был помещён вензель из букв «М» и «Б». Особняк был открыт для посетителей: по воскресеньям все желающие могли бесплатно ознакомиться с собранием художественных памятников, которые Боткин собирал в течение полувека.
Коллекция занимала пять небольших комнат.
Во время своих многолетних путешествий М. П. Боткин составил замечательный музей памятников искусства и предметов художественной промышленности. Особенно выдающимся было собрание ваз и терракот. Он владел уникальной коллекцией произведений прикладного искусства: античного, византийского, древнерусского, готического и ренессансного. Подолгу живя за границей, в особенности в Италии, во время своих многочисленных путешествий по Европе и миру он приобрёл немало сокровищ. Были в собрании и редкие картины старинных мастеров: Пинтуриккьо, Сандро Боттичелли, Андреа Мантенья и многих др.
После смерти Боткина, в условиях Первой мировой войны, вдова — Екатерина Никитична Боткина, — сдала на хранение в Русский музей 32 опечатанных ящика с произведениями коллекции и 92 картины А. А. Ива́нова. По условиям договора, подписанного 19 апреля 1917 года «если собрание не будет взято обратно владелицею или её наследниками из Музея в течение года после заключения мира с Германиею, собрание или не востребованная его часть переходит в собственность Музея». Через месяц, 29 мая того же года Е. Н. Боткина умерла; в музей поступила копия её духовного завещания на имя дочери — Екатерины Михайловны фон-Энден. Но собрание так и осталось в собственности Русского музея.
В 1918—1919 годах сотрудниками-экспертами Отдела художественной комиссии по охране памятников искусства и старины была составлена «Опись вещей в музее Мих. Петр. Боткина» (в особняке Боткиных: В. о. 18 линия д. № 1)". В декабре 1924 года в соответствии с описью имущества в особняке находились 176 художественных предметов и собрание книг по археологии — впоследствии они поступили в Эрмитаж. А из Русского музея в Эрмитаж ещё в 1919—1920 годах был передан 31 ящик с коллекцией М. П. Боткина; в Художественном отделе Русского музея был оставлен лишь ящик № 27 с произведениями древнерусского прикладного искусства XI—XVII веков.
Самым древним из коллекции М. П. Боткина в собрание Русского музея является сверлёный каменный топор (конец III—II тысячелетие до нашей эры). Древнейшую часть собрания составляет редкая по художественному уровню группа древнерусских украшений X—XIII веков, обозначенная как «Черниговский клад». Наиболее значительные среди предметов более позднего времени — драгоценная церковная утварь и памятники личного благочестия. В собрании имеются также первоклассные изделия из серебра и бронзы — образцы парадной и бытовой утвари.
Около 200 золотых перегородчатых эмалей из собрания М. П. Боткина советская власть распродала в 1920-х годах в Европе и США. Их подлинность ставится под сомнение после технико-технологических экспертиз 1980-х годов, проведённых американскими учеными, обнаружившими в их составе наличие позднейших химических элементов.

## Отзывы современников

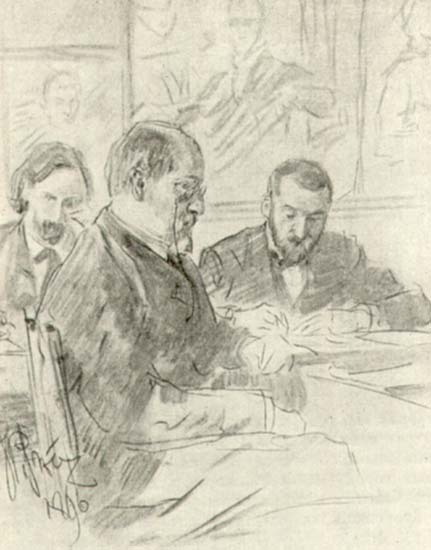
Рисунок И. Репина.
В. А. Беклемешев, М. П. Боткин и Л. В. Позен
(на заседании в академии художеств, 1896)

- А. Н. Бенуа в «Воспоминаниях» писал о М. П. Боткине как о человеке, который «сохранил влияние в различных организациях Санкт-Петербурга и даже после реформ Академии художеств в 1893 г., когда сам в Академию уже избран не был, имел влияние на вице-президента Императорской Академии художеств гр. И. Толстого и на августейшего управляющего музеем Великого князя Георгия Михайловича».
- П. И. Нерадовский рассказывал об исчезновении итальянских примитивов из Музея христианских древностей ИАХ в процессе их перевозки в Русский музей Императора Александра III. Впоследствии недостающие памятники с номерами Музея христианских древностей он обнаружил на стендах в особняке М. П. Боткина на Васильевском острове.
- Д. В. Григорович: «Мишанчик человек лживый и лукавый».
- И. Э. Грабарь: «Это был предатель по природе, изменник по страсти, интриган по культуре».
- Граф И. И. Толстой комментируя в своём дневнике инцидент с пощёчиной, которую дал барон Врангель М. П. Боткину, охарактеризовал последнего как «истинного подлеца, который доселе только удачно избегал подобных оскорблений за свои вечные интриги и за своё подхалимство»[7].

## Семья
В конце 1870-х годов М. П. Боткин женился на Екатерине Никитичне (1852—1917), дочери московского купца 1-й гильдии Никиты Герасимовича Солодовникова (1820—1862). Их дети:
- Екатерина (30.08.1880[8]—1957), 3 апреля 1900 г. вышла замуж[9] за подпоручика лейб-гвардии 1-й Артиллерийской бригады Николая Михайловича фон Эндена[10] (1876—1961), в 1918 году эмигрировала; их дети: Михаил (1901—1975), Лев (1905—1934)
- Елена (1882—1964)
- Елизавета (29.03.1884—1942?), работала учительницей, умерла в блокаду
- Михаил (30.04.1885—1893)
- Любовь (25.01.1887—1920)
- Сергей (17.08.1888—1918)[11]
- Надежда (14.06.1890—1891).

## Публикации текстов
- Боткин М. П. Александр Андреевич Иванов : Его жизнь и переписка, 1806–1858 гг. / [с биогр. очерком М. П. Боткина]. — СПб. : Изд. М. Боткина, 1880. — [4], XL, 478, XI с., 14 л. ил., факс. — OCLC 27355439.
- Боткин М. П. Собрание М. П. Боткина. — СПб. : Т-во Р. Голике и А. Вильборг, 1911. — 38, [3] с., 103 л. ил. : ил., цв. ил.